# Huis Visser (Bergeijk)
Het Huis Visser is het woonhuis van Martin Visser (1922-2009), meubelontwerper en kunstverzamelaar, in Bergeijk, van 1956, ontworpen door Gerrit Rietveld.
Het huis is in 1955-1956 gebouwd en is verbouwd in 1968 en 1974 volgens ontwerp van Aldo van Eyck.
Sol LeWitt (trap in de tuin), Carl Andre (vloer), Richard Long en Jurgen Bey hebben dingen ontworpen voor in en om het huis.
Het huis is in 2007 opgenomen in de Top 100 Nederlandse monumenten 1940-1958 en in 2011 als Rijksmonument aangewezen.